# 加萊聖母教堂
加萊聖母教堂（法語：Église Notre-Dame）是位於法國北部城市加萊的一座羅馬天主教的教堂。為都鐸式建築。教堂的歷史可以追溯至12世紀。在英法戰爭初期期間，教堂曾經受損，特別是在1346至47年期間。1913年，教堂被列為歷史紀念建築。1921年，戴高樂在這裡結婚。